# 樋口大輔
樋口 大輔（1966年5月10日—），日本女性漫畫家。群馬縣出身。代表作是《哨聲響起》。

## 作品
- GO AHEAD 冰上悍將、全4冊、原名《GO AHEAD》
- 哨聲響起、全24冊、原名
- 樋口大輔短編集
  1. 《BREAK FREE》
  2. 《a la carte》、全1冊、原名
- 《精靈學者綺譚：黎鏡花傳》、全二冊
- 《讀師》系列
  1. 紅瞳之眼－讀師－、全10冊（長鴻版7冊待續）、原名
  2. 原名、全2冊
- 阿化子家銀河商店街、1冊待續（長鴻版1冊待續）、原名
- WHISTLE Ｗ、第三冊

## 外部連結
- （日語）
- （日語）.   [2014-10-06]. （原始内容存档于2011-12-29）.
- （日語）.   [2008-01-26]. （原始内容存档于2011-12-14）. -  宇江克英（別名義）公式サイト
- （日語）STELLA MIRA - 樋口の知人2名が運営する樋口大輔公認の個人サイト
- （日語）樋口大輔的X（前Twitter）